# Sulaiman-Too
Sulaiman-Too (la « montagne de Sulayman ») est une montagne surplombant la vallée de Ferghana près de la ville d'Och. Pendant de nombreuses années, elle fut un repère pour la route de la soie et de nombreux anciens lieux de culte s'y trouvent. Elle a été inscrite sur la liste du patrimoine mondial en 2009.